# DH Андромеды
DH Андромеды (лат. DH Andromedae) — одиночная переменная звезда в созвездии Андромеды на расстоянии (вычисленном из значения параллакса) приблизительно 6373 световых лет (около 1954 парсеков) от Солнца. Видимая звёздная величина звезды — от +15,7m до +14,3m.

## Характеристики
DH Андромеды — красная пульсирующая полуправильная переменная звезда (SR) спектрального класса M. Эффективная температура — около 3296 K.